# Rue du Commandant-de-Surian
La rue du Commandant-de-Surian est une voie marseillaise située dans le 7e arrondissement de Marseille. 

## Situation et accès
Débutant boulevard de la Corderie, cette rue à sens unique servant de raccourci permet de rejoindre directement le cours Pierre-Puget.

## Origine du nom
Elle est baptisée en hommage au commandant Gustave de Surian (1883-1918).

## Historique
La rue est classée dans la voirie de Marseille le 28 avril 1855.
Elle prend sa dénomination actuelle par délibération du conseil municipal de Marseille en 1955. Elle s’appelait auparavant « traverse de la Colline » puis « traverse de la Corderie ».